# Верхний Регеж
Верхний Регеж (мар. Кӱшыл Регеж) — упразднённая деревня в Куженерском районе Республики Марий Эл. Входила в состав Юледурского сельского поселения. В 2025 году деревня включена в состав деревни Нижний Регеж.

## География
Находится в северо-восточной части республики Марий Эл на расстоянии приблизительно 15 км на восток-северо-восток от районного центра посёлка Куженер.

## История
Известна с 1795 года как деревня Регеж, где было 58 мужчин. В 1811 году в деревне было 20 дворов, в них проживало 70 мужчин, из них 28 некрещённых. В 1874 году деревня входила в деревню с названием Верхний и Нижний Регеж. В деревне тогда было 24 двора, в ней проживали 130 марийцев. В 2005 году деревня состоит из трёх домов. В советское время работал колхоз «Олманур».

## Население
Население составляло 19 человек (мари 100 %) в 2002 году, 14 в 2010.